# Adrianus Cornelis van Leeuwen
Adrianus Cornelis van Leeuwen (Oudewater, 30 oktober 1887 – Arnhem, 30 juni 1991) was een Nederlands componist, dirigent, kornettist en trompettist.

## Levensloop
De plaatselijke organist, tevens dirigent van de muziekvereniging, gaf hem zijn eerste muziekles. Al spoedig speelde de jonge Adrianus in het orkest flugelhoorn (bugel). Op 16-jarige leeftijd ging hij in militaire dienst bij het Muziekkorps van het 8e infanterie regiment in Arnhem, waar hij cornet à piston en als bij-instrument viool speelde. In deze tijd kreeg hij les in muziektheorie en compositie van dr. P.A. van Westhreenen, harmonieleer van Marius Adrianus Brandts Buys jr. en van de organist A. C. Christiaans, bij wie hij ook gregoriaans studeerde. 
A.C. van Leeuwen raakte al gauw bekend als vakbekwaam orkestleider. In zijn eerste Arnhemse periode begon hij met lesgeven en het dirigeren van diverse harmonie- en fanfareorkesten. In 1923 werd hij als cornettist bij de Koninklijke Militaire Kapel in Den Haag aangenomen. In 1933 werd hij 2e dirigent van het orkest, dat hij leidde vanwege de veelvuldige ziekte van de chef-dirigent C.L. Walther Boer. Ook was hij solotrompettist in het orkest van De Nederlandse Opera en het Rotterdams Philharmonisch Orkest onder leiding van Eduard Flipse.
In 1936 behaalde hij het diploma kapelmeester. Daarna werd hij dirigent van het Muziekkorps van het 6e infanterie regiment te Breda als opvolger van Louis de Moree. Zijn eerste grote optreden was in 1936, toen hij met zijn kapel aan de Brabantse kant stond opgesteld toen koningin Wilhelmina de Moerdijkbrug opende. Vier jaar later, aan het begin van de Tweede Wereldoorlog, werd het muziekkorps ontbonden en ging hij met pensioen. 
Na zijn pensionering vestigde Van Leeuwen zich in 1945 opnieuw in Arnhem, waar hij voornamelijk werkzaam was als dirigent voor harmonie- en fanfareorkesten zoals het Fanfare Eendracht Eerbeek en in ENKA Harmonie, Arnhem, "Crescendo", Zutphen, het Stedelijk Muziekkorps, Apeldoorn en Vlaardingen. Voorts trad hij vaak op als jurylid bij concoursen en wedstrijden. Ook als componist was hij actief. Van Leeuwen werd met de palmen van de Académie Française onderscheiden.

## Composities

### Werken voor harmonieorkest
- 1913 Voorwaarts, marsch militaire voor harmonie- of fanfareorkest
- 1963 Fraternité, mars voor harmonie- of fanfareorkest
- 1964 Arnhemse Federatie Mars, voor harmonie- of fanfareorkest
- 1964 Goldstar, mars voor harmonie- of fanfareorkest met tamboerkorps en Beshoornblazers ad libitum
- 1967 Mooi Sonsbeck, mars
- 1981 Marche héroique concertmars
- 1989 Delta Mars
- 150 jaar Garde Grenadiers
- Arjan polka, voor cornet en harmonieorkest
- Broadway, mars voor harmonie- of fanfareorkest
- De Garde defileert
- Defileermars van het 8e Regiment Infanterie[1]
- Ein Albumblatt
- Gelre Suite in drie bewegingen
- Herinnering aan Ingen's Festival, mars voor harmonie- of fanfareorkest
- Hulde aan de brassband, voor brassband
- Introductie en Balletmuziek uit Het Paradijs naar een sprookje van Hans Christian Andersen
- Leve de brandweer, mars
- Leve de landweer, mars
- Marche Heroique
- Nato Mars
- Officiers Appèl
- Ouverture in Es-groot
- Taptoe Klanken
- The Dutch Army, mars
- The Navigator, voor harmonie- of fanfareorkest
- Treurmars in f-klein
- Univil Mars
- Veluwe klanken ouverture